# 1962 a filmművészetben

## Események
- június 27. – Charles Chaplint díszdoktorrá avatják az oxfordi egyetemen.
- augusztus 29. – Miután a Kleopátra előállítására eddig kifizetett 35 millió dollár miatt a 20th Century Fox csődbe került, Darryl F. Zanuck elnök úgy dönt, hogy a vállalat filmstúdióit bezáratja.
- november 1. – Egy bírósági döntés 4 hónap múltán érvénytelenítette egy kábítószer-élvezettel kapcsolatos film, A kapcsolat bemutatási tilalmát.
- november 5. – Az USA Legfelsőbb Bíróság döntése alapján a gyártó cégeknek a jövőben nem szabad árukapcsolásként kedvelt és nem kedvelt filmeket egyaránt egy csomagban eladniuk a televíziós intézményeknek.
- Az USA független politikailag elkötelezett filmesei összefognak egy forgalmazói szervezet létrehozására, amely alternatívát nyújt a kommersz filmkereskedelemmel szemben. Az előfutár a New York-i Film Makers Cooperation lesz, melyet hamarosan más országokban is hasonló szerveződések követik.

## Sikerfilmek
Észak-Amerika
1. Egy kis ravaszság – rendező Delbert Mann
2. The Music Man – rendező Morton DaCosta
3. Állatfogó kommandó – főszereplő John Wayne – rendező Howard Hawks
4. Arábiai Lawrence – rendező David Lean
5. A leghosszabb nap
6. Ne bántsátok a feketerigót! – rendező Robert Mulligan

## Magyar filmek
- Angyalok földje – rendező Révész György
- Az aranyember – rendező Gertler Viktor
- Cigányok – rendező Sára Sándor
- Elveszett paradicsom – rendező Makk Károly
- Esős vasárnap – rendező Keleti Márton
- Fagyosszentek – rendező Révész György
- Felmegyek a miniszterhez – rendező Bán Frigyes
- Fény – rendező Kósa Ferenc
- Gyerekek – könyvek – rendező Mészáros Márta
- Huszonegy ember – rendező Szemes Mihály
- Házasságból elégséges – rendező Wiedermann Károly
- Húsz évre egymástól – rendező Fehér Imre
- Isten őszi csillaga – rendező Kovács András
- Jegyzetek egy történetéhez – rendező Kósa Ferenc
- Kamaszváros – rendező Mészáros Márta
- Kertes házak utcája – rendező Fejér Tamás
- A labda varázsa – rendező Mészáros Márta
- Legenda a vonaton – rendező Rényi Tamás
- Lopott boldogság – rendező Nádasdy László
- Mici néni két élete – rendező Mamcserov Frigyes
- Nagyüzemi tojástermelés – rendező Mészáros Márta
- A nyomda – rendező Gyarmathy Lívia
- Oda-vissza – rendező Gaál István
- Pesti háztetők – rendező Kovács András
- Prométheusz – rendező Gábor Pál
- Tornyai János – rendező Mészáros Márta
- Az utolsó vacsora – rendező Várkonyi Zoltán
- Vásárcsarnok – rendező Elek Judit

## Díjak, fesztiválok
Oscar-díj (április 9.)
- Film:West Side Story
- rendező: Robert Wise, Jerome Robbins – West Side Story
- Férfi főszereplő: Maximilian Schell – Ítélet Nünbergben
- Női főszereplő: Sophia Loren – Egy asszony meg a lánya
- Külföldi film: Tükör által homályosan – Ingmar Bergman

1962-es cannes-i filmfesztivál
Berlini Nemzetközi Filmfesztivál (június 22.-július 3.)
- Arany Medve: Ez is szerelem – John Schlesinger
- Rendező: Francesco Rosi – Gyilkosság Szicíliában
- Férfi főszereplő: James Stewart – Mr. Gobbs szabadságra megy
- Női főszereplő: Viveca Lindfors, Rita Gam – Az elátkozottak

Velencei Nemzetközi Filmfesztivál (augusztus 25.-szeptember 8.)
- Arany Oroszlán: Iván gyermekkora – Andrej Tarkovszkij
- Férfi főszereplő: Burt Lancaster – Az alcatrazi ember
- Női főszereplő: Emanuelle Riva – Tékozló szív

## Filmbemutatók
- Jules és Jim – rendező François Truffaut, főszereplő Jeanne Moreau
- Éli az életét – rendező Jean-Luc Godard , főszereplő Anna Karina
- Napfogyatkozás – rendező Michelangelo Antonioni, főszereplő Monica Vitti, Alain Delon
- Nápoly négy napja – rendező Nanni Loy
- A hosszútávfutó magányossága – rendező Tony Richardson, főszereplő Tom Courtenay
- A per (The Trial) – rendező Orson Welles, főszereplő Anthony Perkins, Jeanne Moreau, Orson Welles
- Elektra – rendező Mihálisz Kakojánisz, főszereplő Irene Papas
- Ez is szerelem – rendező John Schlesinger
- Billy Budd – rendező Peter Ustinov
- Az alcatrazi ember – rendező John Frankenheimer
- Boys' Night Out
- A rettegés foka – főszereplő Gregory Peck, rendező J. Lee Thompson
- Válás olasz módra – főszereplő Marcello Mastroianni, rendezte Pietri Germi
- Dr. No – rendező Terence Young
- Family Diary – rendező Valerio Zurlini
- A vadnyugat hőskora – rendező John Ford
- Kid Galahad – rendező Phil Karlson
- King Kong vs. Godzilla – rendező Ishirô Honda
- Arábiai Lawrence – rendező David Lean
- Lolita – rendező Stanley Kubrick
- Lázadás a Bountyn
- Iván gyermekkora – rendező Andrej Tarkovszkij
- Rekviem a ringben – rendező Ralph Nelson
- Délutáni puskalövések – rendező Sam Peckinpah
- State Fair – rendező José Ferrer
- Az ifjúság édes madara – rendező Richard Brooks
- Taras Bulba – rendező J. Lee Thompson
- The Given Word – rendező Anselmo Duarte
- A leghosszabb nap – rendező Ken Annakin és Andrew Marton
- Aki megölte Liberty Valance-t – főszereplő James Stewart, John Wayne, rendező John Ford
- Mamma Róma – főszereplő Anna Magnani, rendező Pier Paolo Pasolini
- A mandzsúriai jelölt
- A csodatevő – rendező Arthur Penn
- Az operaház fantomja -főszereplő Herbert Lom, rendező Terence Fisher
- Az elsietett temetés – rendező Roger Corman
- Jeanne d'Arc pere – rendező Robert Bresson
- Ne bántsátok a feketerigót! – főszereplő Gregory Peck, rendező Robert Mulligan
- Mi történt Baby Jane-nel? – rendező Robert Aldrich
- Az epsomi úriember - főszereplő Jean Gabin, rendező Gilles Grangier
- Egy év kilenc napja - rendező Mihail Romm

## Születések
- Január 1. – Nancy Mette színésznő
- Január 17. – Jim Carrey színész
- július 3. – Tom Cruise színész
- szeptember 26. – Melissa Sue Anderson színésznő
- október 1. – Esai Morales színész
- október 11. – Szőke András filmrendező
- november 11. – Demi Moore, amerikai színésznő
- november 19. – Jodie Foster amerikai színésznő

## Halálozások
- január 13. – Ernie Kovacs színész, humorista
- március 10. – Kertész Mihály filmrendező
- augusztus 5. – Marilyn Monroe színésznő
- december 15. – Charles Laughton színész
- december 17. – Thomas Mitchell színész